# Islands herrlandslag i volleyboll
Islands herrlandslag i volleyboll representerar Island i volleyboll på herrsidan. Laget spelade sin första landskamp den 23 mars 1974 i Akureyri, och förlorade med 1-3 mot Norge.

### Fotnoter
1. ↑  ”Karlalandsliðið komið yfir 200 landsleiki frá upphafi” (på isländska). Blaksamband Íslands. 30 maj 2012. Arkiverad från originalet den 23 september 2015. https://web.archive.org/web/20150923191830/http://www.bli.is/is/frettir/karlalandslidid-komid-yfir-200-landsleiki-fra-upphafi. Läst 29 juni 2015.